# Pacifoculodes crassirostris
Pacifoculodes crassirostris är en kräftdjursart som först beskrevs av Hansen 1887.  Pacifoculodes crassirostris ingår i släktet Pacifoculodes och familjen Oedicerotidae. Inga underarter finns listade i Catalogue of Life.